# Relg
Relg es un personaje de las Crónicas de Belgarath y las Crónicas de Mallorea.

## Descripción
Es un ulgo fanático, absolutamente obediente a su dios, UL. Además es un divinder, con la capacidad de atravesar la roca sólida, relacinado con atravesar los huecos que las moléculas dejan entre sí y oler las cuevas y subterráneos.
Su nombre profético es "el ciego".

## Historia
Cuando estaba en las cuevas de Ulgoland, ecuchó la voz de su dios en su corazón, anunciándole la llegada del nuevo Gorim y su papel en la llegada.
Esto le convierte en una persona muy arrogante y crea a un grupo de fanáticos que oran en las cavernas más profundas. Su mala interpretación del mensaje hace que esté constantemente huyendo del pecado y rezando a todas horas y a tomar una posición arrogante, incluso ante el Gorim, planeando un derrocamiento del jefe religioso.
Cuando llega Belgarath, le dicen que vayan con ellos, pues es un personaje de la profecía, pero él lo rechaza. Entonces, UL se presenta y le convence.
Les guía por las cuevas de Ulgoland hasta llegar a Cthol Murgos. Todo el viaje se lo pasa con una venda en los ojos por temor a perder su visión nocturna en las cuevas y el miedo al cielo abierto.
Al creer que ha fallado a su dios, reza y se flagela todo el camino hasta Rak Cthol.
Su técnica es beneficiosa cuando Taur Urgas captura a  Seda y le rescata haciéndole pasar por la roca, causándole un trauma o cuando rescata a Taiba del derrumbamiento de Rak Cthol.
Se siente atraído por la marag, pero denuncia a sí mismo como un pecador y entra en una crisis religiosa.
En la batalla contra el Este, llamaría a las armas a los ulgos y después tendría un hijo con Taiba para que naciera el nuevo Gorim.
- Datos: Q3261050